# Geh nicht in die Stadt
Geh nicht in die Stadt (Heut Nacht) is een single van Juliane Werding uit 1984 van het album "Ohne Angst".
In Nederland is dit de grootste hit van Juliane Werding, terwijl ze in Duitsland door andere nummers populair is.
Het nummer is gecoverd door Sue Schell (Two Different Beats), Eric Beekes (Ga niet naar de stad) en Duo Puur (We gaan naar de stad vannacht).

## Hitnotering

### Nederlandse Top 40
| Positie: | 38 | 25 | 19 | 14 | 14 | 19 | 30 | uit |

### NederlandseMega top 50
| Positie: | 26 | 18 | 14 | 14 | 15 | 26 | 39 | 46 | uit |

### VlaamseUltratop 50
| Positie: | 31 | 17 | 14 | 12 | 19 | 27 | uit |

### NPO Radio 2 Top 2000
| Nummer met noteringen in de NPO Radio 2 Top 2000 | '99  | '00 | '01  |
| ------------------------------------------------ | ---- | --- | ---- |
| Geh nicht in die Stadt                           | 1561 | -   | 1611 |

1. ↑  Een '-' betekent dat het nummer niet was genoteerd en een vetgedrukt getal geeft de hoogste notering aan.
2. ↑  Deze tabel is bijgewerkt tot en met de laatste editie (2024).